# Eucharia nivea
Eucharia nivea är en fjärilsart som beskrevs av Bang-haas 1927. Eucharia nivea ingår i släktet Eucharia och familjen björnspinnare. Inga underarter finns listade i Catalogue of Life.